# Городищенська
Городищенська (рос. Городищенская) — присілок в Красноборському районі Архангельської області Російської Федерації.
Населення становить 119 осіб. Входить до складу муніципального утворення Телеговське сільське поселення.

## Історія
Від 2004 року входить до складу муніципального утворення Телеговське сільське поселення.

## Населення
| 2009 | 2010 |
| ---- | ---- |
| 161  | ↘119 |